# Klein Loitz

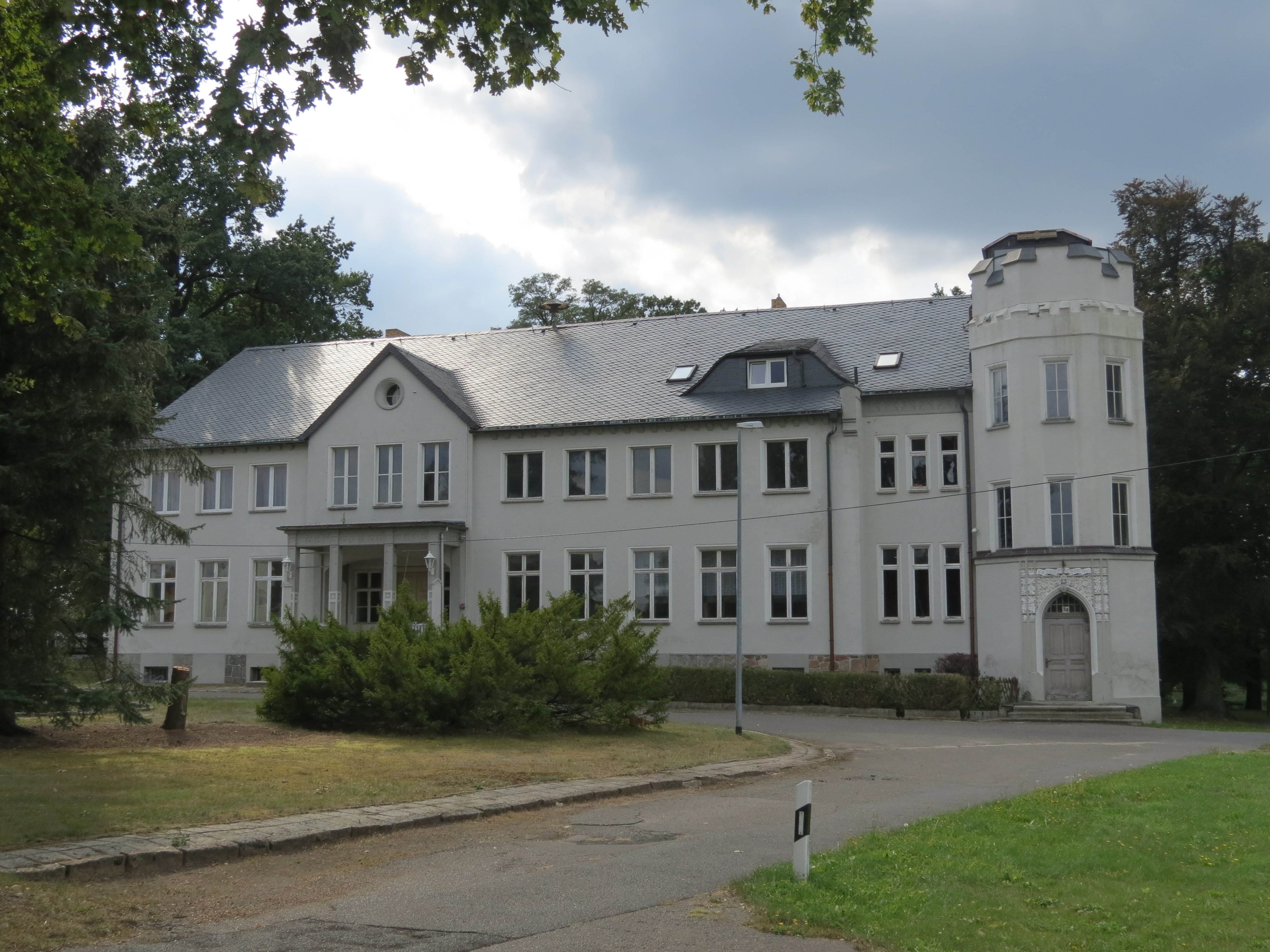
Herrenhaus Klein Loitz, Frontseite

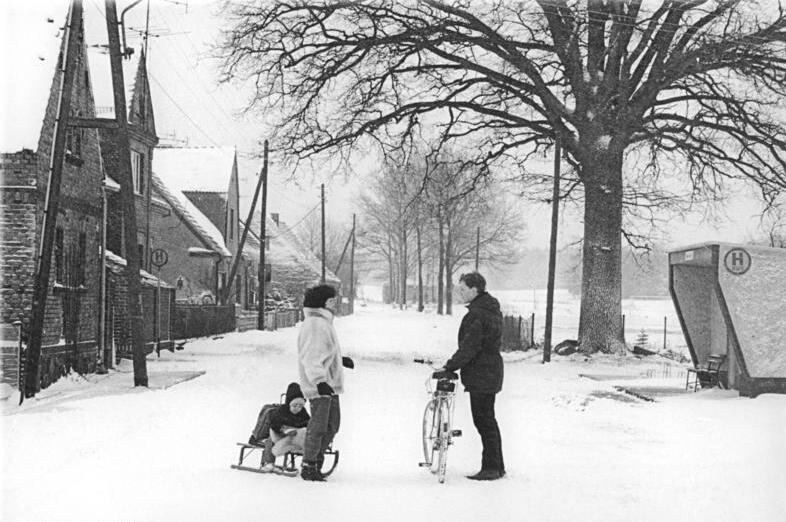
Dorfstraße in Klein Loitz im Januar 1987

Klein Loitz, niedersorbisch Łojojc, ist ein Ortsteil der Gemeinde Felixsee im Landkreis Spree-Neiße in Brandenburg. Der Ort gehört dem Amt Döbern-Land an und war bis zum 31. Dezember 2001 eine eigenständige Gemeinde.

## Lage
Klein Loitz liegt in der Niederlausitz etwa zwölf Kilometer östlich der Stadt Spremberg. Umliegende Ortschaften sind der zur Stadt Spremberg gehörende Ortsteil Hornow im Norden, Bohsdorf im Nordosten, Reuthen im Südosten und Süden, Bloischdorf im Südwesten sowie das wiederum zur Stadt Spremberg gehörende Wadelsdorf im Westen und Nordwesten. Durch Klein Loitz verlaufen die Kreisstraßen 7106 und 7107. Die Landesstraße 48 von Spremberg nach Döbern verläuft etwa zwei Kilometer nordwestlich des Ortes. Der Ort gehört zum amtlichen Siedlungsgebiet der Sorben/Wenden in Brandenburg.

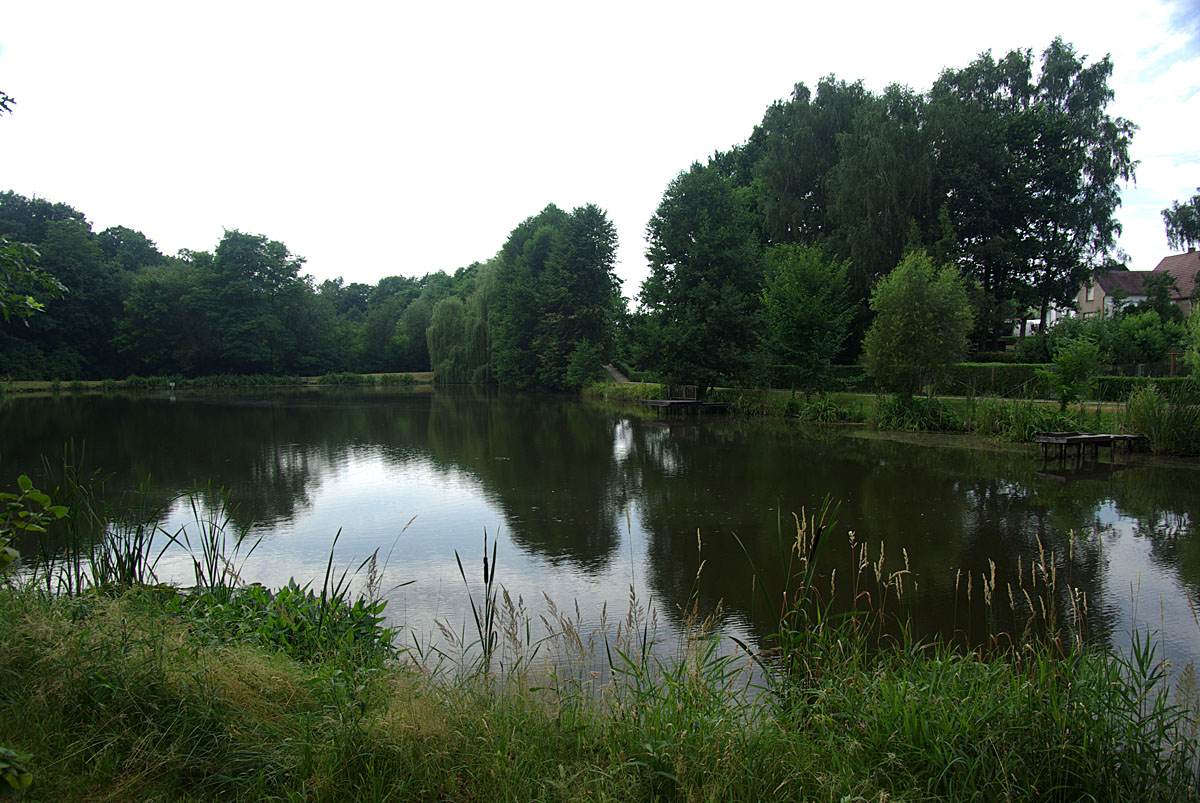
Dorfteich

Fließgewässer sind die von Süden kommende und nach Nordwest fließende Tranitz sowie der Dorfgraben Klein Loitz, der an zwei Stellen zu kleinen Teichen aufgestaut ist. Kurz vor der Einmündung des Dorfgrabens Klein Loitz ist auch die Tranitz zu einem kleinen Teich aufgestaut, dem früheren Mühlteich der heute verschwundenen Wassermühle. Im südlichen Teil der Gemarkung liegt der kleine Doktorteich. Im östlichen Teil der Gemarkung gibt es weitere Gräben. Der Ort liegt auf etwa 133 m ü. NHN. Der höchste Punkt mit 160 m ü. NHN liegt im südöstlichen Teil der Gemarkung. Der tiefste Punkt liegt an der Tranitz an der westlichen Gemarkungsgrenze mit ca. 119 m ü. NHN.
Zum Ortsteil Klein Loitz gehört auch der Wohnplatz Klein Loitz Vorwerk (Łojojc wudwor).

## Geschichte
Klein Loitz wurde erstmals im Jahr 1527 als „Windischen Luge“ urkundlich erwähnt. Weitere Namensformen über die Jahre waren „Windischen Luja“, „Klein Lugitz“, „Klein-Klein Luitz“, „Klein-Loie“ und „Lojejz“, sowie „Kleinloitz“ im Jahr 1830. Der Ortsname stammt aus der sorbischen Sprache und bedeutet „Ort auf talgigem Boden“. Der Namenszusatz „Klein“ dient der Unterscheidung zum nahegelegenen Groß Luja. „Loitz“ ist die eingedeutschte Version des sorbischen Wortes „Luja“. Nach Rudolf Lehmann war die ursprüngliche Dorfform ein Weiler.
Im 16. Jahrhundert hatten mehrere Adlige Besitzungen bzw. das Recht Abgaben zu erheben. Später ist die Rede von drei Anteilen, die um die Mitte des 17. Jahrhunderts vereinigt wurden.

## Die neun Bauern der von Reichenbach
Nach dem Tod König Ludwigs II. 1526 in der Schlacht bei Mohács erhielten die Brüder Joachim und Lorenz von Reichenbach 1527 einen neuen Lehensbrief und mussten den Lehnseid auf dem neuen böhmischen König Ferdinand I. ablegen. Im Lehensbrief erhielten sie ihre bisherigen Besitzungen im Dorf Bühlow, ihre Mühle mit zwei Rädern bei Sellessen gelegen, das Dorf Türkendorf mit dem Rittersitz und dem Vorwerk, und neun Bauern in Klein Loitz sowie alles, das sie vor alders daselbst gehabt laut Ihrer vorigen Lehensbriefe. Im Herzogtum Sagan besaßen die Brüder Christoph und Georg von Reichenbach das benachbarte Lieskau und das bei Muskau gelegene Dorf Kromlau. 1538 fielen die Reichenbach'schen Güter im Herzogtum Sagan heim, sicherlich traf das auch für ihre Güter in Niederlausitz zu. 1539 belehnte Herzog Heinrich von Sagan (und Sachsen) den Dr. Georg Kommerstedt mit Lieskau und Kromlau, der sie 1540 weiter an Philipp von Kracht auf Strega veräußerte. Dr. Kommerstädt konnte auch Türkendorf und den Anteil Klein Loitz erwerben, die beiden Lehnstücke verkaufte er 1541 ebenfalls an Philipp von Kracht weiter. Philipp von Kracht erhielt noch 1541 den Lehnbrief für den Anteil Klein Loitz und Türkendorf. Er war mit Ursula von Sparr verheiratet, der er 1542 ein Leibgedinge vermachte. Das Paar hatte die drei Söhne Bartusch, Heinrich und Caspar. In der brüderlichen Teilung 1576 übernahm Bartusch von Kracht Türkendorf und den Reichenbach'schen Anteil Klein Loitz. Am 12. September 1576 kaufte er zudem sechs Bauern und sechs Hufen, ein Drittel Gärtner, ein Viertel Richter und ein Drittel am Dorfteich in Klein Loitz von den drei Brüdern von List. Bartusch hatte keine Leibeserben und seine Lehnstücke kamen an die Söhne seines Bruders Heinrich, namens Philipp, Heinrich, Christoph, Bartusch, Alexander und Rufus (oder Rudolf); letztere beiden waren noch minderjährig. Sie erhielten am 6. März 1597 den Lehnbrief über die neun Bauern, wie sie ihr Onkel Bartusch und davor ihr Großvater Philipp innehatten sowie über die sechs Bauern und sechs Hufen, ein Drittel Gärtner, ein Viertel Richter und ein Drittel am Dorfteich in Klein Loitz, die ihr Onkel Bartusch von Kracht am 12. September 1576 von den drei Brüdern von List gekauft hatte. In der brüderlichen Teilung bekam sie der jüngste, noch minderjährige Rufus, der aber schon 1609 verstorben ist. Die Brüder überließen nun Türkendorf und die zwei Anteile an Klein Loitz dem jüngeren Bartusch von Kracht. Bartusch hatte nur den Sohn Philipp Heinrich, der den ehemaligen Anteil der von List, sechs Bauern und sechs Hufen an Siegmund von Schütz auf Roitz und Pulsberg verkaufte. Den ehemaligen Reichenbach'schen Anteil mit neun Bauern behielt er zunächst, verkaufte ihn schließlich aber doch am 12. Dezember 1646 an Adam von Leupold. Adam Leupold hatte schon vorher den ehemaligen List'schen Anteil von Klein Loitz erworben. 1648 erwarb er noch das restliche Drittel von Klein Loitz.

## Die sechs Bauern der von Loeben
Ursprünglich besaßen die Brüder Christoph und Siegmund von Zabeltitz zu Sergen und Cottbus drei Bauern mit Namen Koschkula, Petschik und Bela in Klein Loitz. Sie hatten diese bereits einige Zeit vor 1527 an Caspar von Löben zu Neuhausen/Spree verkauft, der in diesem Jahr einen neuen Lehensbrief nach dem Wechsel in manu dominante erhielt, also die Bestätigung seiner bereits vor dem Tod Ludwig's II. von Böhmen und Ungarn in der Schlacht von Mohács innegehabten Lehen. Caspar von Löben besaß außerdem Jahreszinsen in Höhe von 40 Gulden im heute devastierten Dorf Horno.
Ebenfalls aus Anlass des Todes von König Ludwig erhielt Christoph von Loeben (vermutlich der Bruder von Caspar von Loeben) die Bestätigung seiner Lehen, darunter drei Bauern mit Namen Paul Stiesch, Valten Noack und Andres Kschisann in Klein Loitz. Mitbelehnt war sein Vetter Joachim von Loeben, der diese Bauern nach dem Tod von Christoph, der 1529 ohne Leibeserben gestorben war, auch erhielt. Sehr wahrscheinlich erhielt er auch die drei Bauern des Caspar von Loeben, entweder durch Kauf oder Erbe, denn 1539 wurde er mit sechs Bauern und sechs Hufen in Klein Loitz belehnt. Er hatte zudem noch den dritten Teil von einem Gärtner namens Koschkula von Hans von Loeben zu Groß Döbbern erworben. Die sechs Bauern mit sechs Hufen, einem Drittel-Gärtner, ein Viertel am Richter kamen bald darauf an Christoph von List, der 1576 gestorben ist. Erben waren seine drei Söhne Christoph, Caspar und George, die am 7. August 1576 den Lehnbrief über die erwähnten Lehnstücke erhielten. Renz von Löben hatte 1577 noch eine Forderung von 300 Gulden an die Gebrüder von List, wegen des Gutes Klein Loitz. Unklar ist, welche Beziehungen er zu den Brüder von List hatte. Nur einen Monat später verkauften die drei Brüder von List die Lehnstücke an Bartusch von Kracht, der am 12. September 1576 den Lehnbrief erhielt. In einem neuen Lehnbrief vom 18. Juli 1577 für Bartusch von Kracht sind nicht nur die sechs von den von List gekauften Bauern genannt, sondern auch die neun Bauern, die er von seinem Vater geerbt hatte. Bartusch von Kracht hatte keine Leibeserben. Seine Lehnstücke fielen nach seinem Tod an die Söhne seines bereits verstorbenen Bruders Heinrich, mit Namen Philipp, Heinrich, Christoph, Bartusch, Alexander und Rufus (oder Rudolf); letztere beiden waren noch minderjährig. Sie erhielten am 6. März 1597 den Lehnbrief über die neun Bauern, wie sie ihr Onkel Bartusch und davor ihr Großvater Philipp hatte sowie sechs Bauern und sechs Hufen, ein Drittel Gärtner, ein Viertel Richter und ein Drittel am Dorfteich in Klein Loitz. In der brüderlichen Teilung erhielt der noch minderjährige Rufus neben Türkendorf auch die neun ehemals Reichenbach'schen Bauern wie auch die sechs ehemals List'schen Bauern. Den Lehnbrief darüber erhielt er am 1. Dezember 1605. 1609 war Rufus schon verstorben. Die überlebenden Brüder überließen nun die Lehnstücke dem jüngeren Bartusch von Kracht, der am 17. Juni 1609 damit belehnt wurde. Auf Bartusch folgte dessen Sohn Philipp Heinrich, der nun den ehemahls List'schen Anteil mit sechs Bauern und an Siegmund Samuel von Schütz auf Roitz und Pulsberg verkaufte. Den anderen Anteil, die ehemals neun Reichenbach'schen Bauern behielt er zunächst. Samuel von Schütz starb 1628 ohne Leibeserben und der Anteil Klein Loitz mit sechs Bauern wurde durch seinen Bruder Siegmund übernommen. Den Lehnbrief erhielt er am 27. April 1629. Mitbelehnt waren seine Brüder Christoph, Georg und Otto von Schütz. Auch Siegmund von Schütz hatte keine Leibeserben und der Anteil Klein Loitz vererbte sich nun an seine mitbelehnten Brüder, die ihn 1638 an Joachim und Christoph von Seidlitz auf Graustein verkauften. Die beiden Brüder Seidlitz verkauften den Anteil Klein Loitz sofort weiter an Adam Leupold, der am 14. April 1639 damit belehnt wurde. Am 12. Dezember 1646 kaufte Adam Leupold auch die neun Bauern als der Krächte uhraltes antheil … doch aniezo wüstes und an Äckern verwildertes Lehn, für 1.600 Taler von Philipp Heinrich von Kracht. 1648 erwarb er noch das restliche Drittel von Klein Loitz von Seyfried von Kittlitz.

## Das Kittlitz'sche Drittel
Ein weiteres Drittel von Klein Loitz gehörte in der zweiten Hälfte des 16. Jahrhunderts dem Hans von Tschammer. Hans Tschammer hatte durch Auskauf von 1½ Bauernhufen ein Vorwerk gebildet. Nach seinem Tod hatte diesen Anteil seine Witwe Margarethe von Buxdorf als Leibgedinge. Sie verpachtete dieses Drittel von Klein Loitz zusammen mit zwei Bauern in Türkendorf und einem jährlichen Zins in Höhe von 3½ Scheffeln aus der Mühle zu Bühlow für drei Jahre an Nicol von Seidlitz auf Bloischdorf. Nach dem Tod von Margarethe von Buxdorf 1589/90 fielen diese Lehnstücke an den böhmischen König und römisch-deutschen Kaiser Rudolf II. heim. 1590 ließ er die Lehnstücke durch seinen Amtskanzler und Verwalter der Landeshauptmannschaft Albrecht Khindler verkaufen, der sie Karl von Kittlitz zu Mallnitz und Herr der Herrschaft Spremberg überließ, und der am 17. Januar 1590 den Lehnbrief erhielt. 1599 war Karl von Kittlitz gestorben und hinterließ drei minderjährige Söhne, die Leonhardt und Dietrich von Kittlitz, auf Mallmitz und Eisenberg bzw. Fürstenau und Kunzendorf, und Brüder des Karl von Kittlitz waren, als Vormünder erhielten.
Am 21. April 1599 belehnte Heinrich Anselm Freiherr von Promnitz, auf Pleß, Sorau, Triebel und Hoyerswerda, Dobrilugk und Naumburg, Landvogt des Markgraftums Niederlausitz, im Namen Kaiser Rudolf II., Königs zu Böhmen, Karl, Siegmund und Seyfried von Kittlitz, die Söhne des verstorbenen Karl von Kittlitz, mit Stadt und Herrschaft Spremberg, darunter auch mit einem Drittel von Klein Loitz. Es ist nicht näher ausgeführt, was unter diesem Drittel inbegriffen war. Die Herrschaft Spremberg mit vielen anderen Lehnstücken, darunter auch das Drittel an Klein Loitz ging an seinen Sohn Seyfried, der am 1. Februar 1623 den Lehnbrief erhielt. 1615 gehörte ein Anteil von Klein Loitz dem Joachim von Waltersdorf. Nach Houwald kann es sich dabei nur um den Kittlitz'schen Anteil gehandelt haben, der von Seyfried wohl verpfändet wurde. 1619 ist Joachim von Waltersdorf verstorben und der Anteil fiel wohl wieder an Seyfried von Kittlitz zurück.
1648 verkaufte Seyfried von Kittlitz sein Drittel an Klein Loitz, zudem auch das Vorwerk gehörte, an Adam Leupold, der schon die anderen Anteile an Klein Loitz besaß.

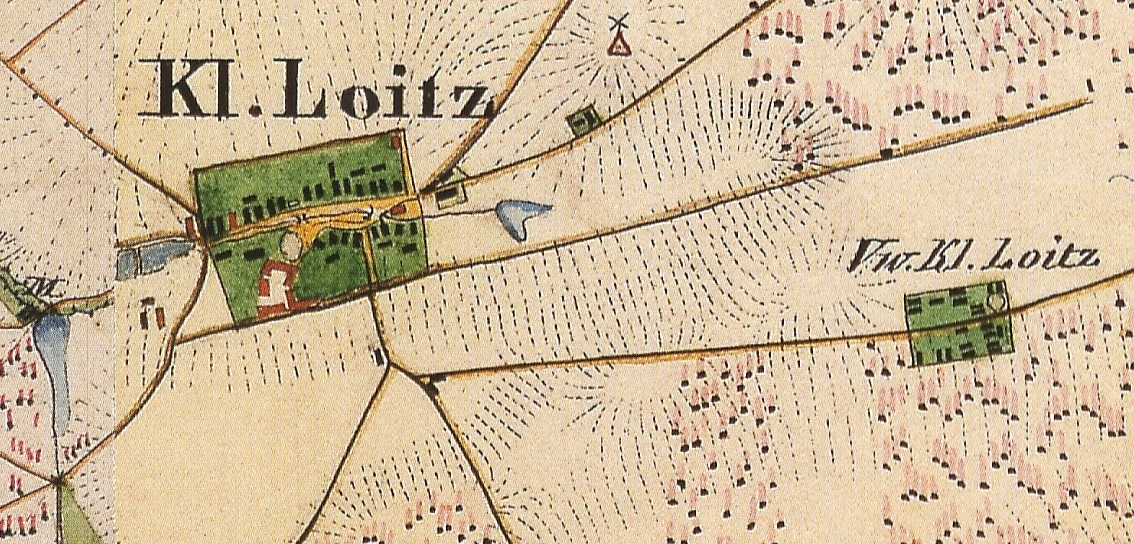
Klein Loitz auf den Urmesstischblätter 4352 Sellessen und 4353 Döbern von 1845 kombiniert

## Das vereinigte Rittergut Klein Loitz
Mit dem Verkauf vom letzten Anteil am Dorf Klein Loitz von Seyfried von Kittlitz an Adam Leopold waren nun sämtliche Anteile an Klein Loitz in einer Hand vereinigt und wurden später auch nicht mehr voneinander getrennt.
Adam Leupold erhielt am 16. Februar 1649 den Lehnbrief über das nun in einer Hand vereinigte Dorf. Mitbelehnt waren der Bruder Caspar Leupold, Pfarrer in Markendorf und die Söhne seines verstorbenen Bruders Seyfried, Siegmund und Seyfried zu Spremberg und Sagan sowie seine Neffen Caspar, Joachim und Carl Leupold wohnhaft in Lübben, wohl die Söhne eines dritten Bruders.
Nach Rudolf Lehmann 1650 soll es im Dorf sechs Bauernhöfe gegeben haben, was wohl nur eine Wiederholung der Verhältnisse vor dem Dreißigjährigen Krieg ist. Außerdem stellen die sechs Bauern nur einen Anteil dar. Der Dreißigjährige Krieg verwüstete das Dorf völlig, und Klein Loitz lag einige Zeit wüst; 1676 heißt es: vor einiger Zeit wieder besetzt.
1669 hatte Adam Leupold Klein Loitz und einige andere Lehnstück gegen das Gut Reuthen des Caspar Siegmund von Truchseß vertauscht. Im Tauschvertrag ist ausdrücklich festgehalten, dass das Tauschobjekt Reuthen nur den niederlausitzisch-sächsischen Anteil umfasste. Ein Teil der Gemarkung mit Gut Horlitza gehörte lehenrechtlich zum Herzogtum Sagan. Zu Klein Loitz heißt: wie es von drei unterschiedlichen Anteilen zusammengekommen. Außerdem sollte der Reuthener Broth-Mühlteich, den Adam Leupold schon vom Vorbesitzer Hans Harbort von Mandelsloh separat gekauft hatte, wieder mit dem restlichen Gut vereinigt werden, also wieder Zubehör zum Gut Reuthen werden. Caspar Siegmund von Truchseß erhielt am 10. Februar 1670 den Lehnbrief über Klein Loitz. Er besaß außerdem zumindest zeitweise Gablenz, Groß Oßnig und Willmersdorf. Er behielt Klein Loitz aber nicht lange, sondern verkaufte es am 2. Juli 1670 mit allem Inventar und Beschwerungen für 3.100 Taler an Sigismund von Kottwitz.

### Kottwitz'sche Besitzzeit
Sigismund von Kottwitz war der Sohn des Nicol von Kottwitz und der Marianne von Muschwitz auf Dubrau und Groß Jamno. Nicol von Kottwitz war bereits 1638 unter Hinterlassung von drei unmündigen Kindern, dem Sohn Sigismund und zwei Töchtern, gestorben. Die beiden Töchter waren: Barbara Sibylle von Kottwitz, später Frau des Seyfried von Stropschütz auf Groß Schacksdorf und Anna Margarethe von Kottwitz, später verheiratet mit Wolf Ernst von Kottwitz. Die Witwe des Sigismund, Marianne von Muschwitz verheiratete sich wieder mit Hans Ernst von Sehlstrang. Das Gut war mit so erheblichen Schulden belastet, dass der Erbe von Dubrau und Groß Jamno, Sigismund von Kottwitz 1652 in Konkurs gehen musste. Dubrau wurde aber seiner Mutter Marianne von Muschwitz zugeschlagen, da 3.170 Taler Ehegelder auf dem Gut hafteten. Lehenträger wurde ihr zweiter Mann Hans Ernst von Sehlstrang, der ihr auch das Geld für den Rückkauf gab. In ihrem Testament 1671 vermachte sie ihrem Sohn Sigismund 1000 Taler, ihren Töchtern je 800 Taler. Schon 1652 war das Lehn in Erbe umgewandelt worden. Nach ihrem Tod 1671 gelangte Dubrau an den Major Abraham von Döbschütz. Groß Jamno war schon 1652 in den Besitz des Georg Möller, Amtsschreiber in Peitz gekommen. 1661 kam Groß Jamno an Georg von Stutterheim auf Werben.
Sigismund von Kottwitz war zweimal verheiratet, wobei der Name seiner ersten Frau nicht bekannt. In zweiter Ehe heiratete er Ursula Margarethe von Stutterheim, die Tochter des Georg von Stutterheim, der sein früheres Lehen Groß Jamno gekauft hatte. Sie brachte 1.200 Taler Ehegeld mit in die Ehe. Weitere 800 Taler musste er sich bei seinem Schwager Wolf Ernst von Kottwitz auf Sergen leihen, um Klein Loitz bezahlen zu können. Dafür musste er seinen Schwager in die Gesamte Hand aufnehmen.

### Klein Loitz im Besitz der von Stutterheim
Sigismund von Kottwitz verkaufte 1688 Klein Loitz an seinen Schwiegersohn Wolf Abraham von Stutterheim, der mit seiner jüngsten Tochter Eva Sofie verheiratet war. Der Kaufpreis betrug 5.000 Taler; und die Belehnung mit Klein Loitz erfolgte am 28. Oktober 1688. Wolf Abraham ließ auch ein neues Gutshaus in Klein Loitz errichten. 1708 wohnten 10 Gärtner oder Kossäten und 7 Büdner oder Häusler (1718: 5 Häusler) in Klein Loitz. Die Schatzung betrug 500 Gulden. Am 12. Juni 1723 ist er gestorben.
Erbe von Klein Loitz war sein jüngerer Sohn Alexander Ehrenreich von Stutterheim. Er musste jedoch hohe Verbindlichkeiten übernehmen, so 1500 Taler gegenüber seiner Mutter und 3.500 Taler gegenüber seinen sieben Schwestern. Er verpachtete das Gut an seinen Schwager Ernst Gottlob von Bose, der mit seiner Schwester Christiane Sofie verheiratet war. 1728 stellte er eine Obligation für ein von seinem Bruder Nicolaus Christian von Stutterheim gewährtes Darlehen in Höhe von 700 Talern. Alexander Ehrenreich hatte eine schlechte gesundheitliche Konstitution und musste Klein Loitz 1732 an seinem Bruder Friedrich Carl übergeben. Doch überlebte er seinen Bruder, der am 13. Juni 1751 gestorben ist, und erbte Klein Loitz erneut. Die Schulden überstiegen aber den Wert des Gut. Am 1. Juli 1751 bat er um die Umwandlung des Lehngutes Klein Loitz in ein Allodialgut. Die Umwandlung wurde 1752 gegen eine Gebühr von 275 Talern und 100 Taler Stempelgebühren genehmigt. Allerdings musste er wegen seiner notorischen Armut sogar um Erlass der Stempelgebühren bitten. Am 6. August 1754 starb er in Klein Loitz.
Klein Loitz wurde nun von seinen Schwestern Henriette Elisabeth und Johanna Charlotte von Stutterheim († 1772) übernommen, die am 10. Juli 1755 den Erbbrief erhielten. 1755 hatte das Dorf 159 Konsumenten. Die durchschnittliche Ernte in Dresdner Scheffeln betrug 486 Scheffel Korn, 4 Scheffel Weizen, 57 Scheffel Gerste, 60 Scheffel Hafer, 4 Scheffel Erbsen, 90 Scheffel Heidekorn (= Buchweizen), ein Scheffel Hopfen und 2½ Scheffel Lein. Am 13. Juni 1763 verkauften die Schwestern von Stutterheim Klein Loitz an Hauptmann Johann Friedrich von Berge von Groß Kölzig für 13.000 Taler.

### Klein Loitz im Besitz der von Berge
Johann Friedrich von Berge erhielt am 8. September 1763 den Erbbrief über Klein Loitz. Damals gehörte zum Gut neben den Gutsgebäuden im südwestlichen Teil des Ortskerns ein Vorwerk und eine Schäferei sowie das Brau- und Brennrecht. Die beiden Schwestern behielten sich aber ihre bisherige Wohnung nebst Stall und Scheunen und andere Gebäude in Klein Loitz vor, für deren baulichen Zustand aber der Käufer verantwortlich war. Außerdem behielten sie für sich drei Beete Acker, vier weitere Äcker sowie weitere Abgaben. Sie verpflichteten sich aber, das Gut von Hypotheken und Schulden frei zu machen. Das gestaltete sich als schwieriger bzw. langwieriger als von den Schwestern angenommen, oder sie hatten einfach auch kein großes Interesse daran. Jedenfalls wurden noch ihre Erben zur Löschung der restlichen Hypotheken aufgefordert.
Johann von Berge hatte Margarethe Sofie von Langenn zur Frau, mit der er zehn Kinder hatte. Er verpachtete Klein Loitz 1789 an einen Pächter namens Hirte, für eine jährliche Pacht von 450 Talern auf zehn Jahre. 1791 ist Klein Loitz als ein adliges Dorf mit 10 Gärtner und 7 Büdnern beschrieben. Nur vier Jahre später entschloss sich Johann von Berge jedoch zum Verkauf von Klein Loitz. Der Käufer war Matthäus Zeisig, Pächter auf Gut Greifenhain, der 24.700 Taler und 100 Taler Schlüsselgeld für Klein Loitz bezahlte. Johann von Berge behielt sich jedoch das Wohngebäude, den Park und einiges an Grund und Abgaben des Dorfes vor. Noch während der Formalitäten des Verkaufs starb Johann von Berge 1794, sodass zunächst noch seine Kinder einen Erbbrief über Klein Loitz erhielten. Noch im selben Jahr (1794) brachten sie aber den Verkauf an Matthäus Zeisig zustande.

### Klein Loitz im Besitz der Zeisig und Paschke
Matthäus Zeisig erhielt schließlich am 20. November 1794 den Erbbrief über Klein Loitz. Er verkaufte Klein Loitz aber schon am 3. Oktober 1796 an seinen Schwiegersohn Johann Wilhelm Paschke (* 1746 in Zützen; † 20. Dezember 1811), der mit seiner Tochter Johanna Christiane Zeisig verheiratet war, weiter. Johann Wilhelm Paschke war vorher Pächter in Bärenklau (Gubenischer Kreis) und Bresinchen (Luckauischer Kreis) gewesen. Er übergab das Gut Klein Loitz 1807 an seinen Sohn Christian Gottlob Sigismund Paschke (* 1776; † 23. Februar 1860). Dieser heiratete am 24. November 1812 in Klein Loitz Johanne Rosine Friederike Heinze, Tochter des Rittergutsbesitzers Christian Friedrich Heinze und der Johanne Rosine Hirt von Bohsdorf. Die Topographisch-statistische Uebersicht des Regierungsbezirks Frankfurth a. d. O. führt Klein Loitz als adliges Dorf mit einem Vorwerk, zwei Wassermühlen, davon eine Schneidemühle und eine Windmühle. 1844 ist Klein Loitz als Dorf mit 2 Wassermühlen, und 1 Windmühle beschrieben. Es hatte 40 Wohnhäuser und 242 Einwohner.

### Kemnitz'sche Besitzzeit
Die einzige Tochter Pauline des Paares heiratete Eduard Kemnitz. Sie übernahm Klein Loitz 1848 für den symbolischen Preis von 3.000 Talern von ihrem Vater. Berghaus nennt für 1853 ausdrücklich Pauline Auguste Kemnitz, geb. Paschke als Besitzerin. Das Gut hatte damals eine Gesamtgröße von 1846 Morgen 138 Quadratruten, davon waren 561 Morgen 39 Quadratruten Acker, 18 Morgen 14 Quadratruten Wiesen und 1092 Morgen 167 Quadratruten Wald. Die Schatzung betrug 500 Taler. 1856 war der Rittergutsbesitzer Kemnitz Polizei-Verwalter in Klein Loitz. Karl Friedrich Rauer führt ihn für 1857 als Besitzer an.  Das Paar hatte mindestens einen Sohn namens Curt, der 1866 in die höhere Bürgerschule in Spremberg ging. Eduard Kemnitz ist vor 1867 gestorben, denn in dem Topographisch-statistischen Handbuch des Regierungs-Bezirks Frankfurt a. O. von 1867 wird Pauline bereits als verwitwet bezeichnet. Das Handbuch gibt die Verhältnisse von etwa 1866 wider. Klein Loitz ist darin als Dorf mit 1 Vorwerk, 1 Schäferei, 1 Schneidemühle, 1 Familienhause und 4 ausgebauten Gehöften beschrieben. Es hatte 39 Wohnhäuser und 228 Bewohner. Nach Rudolf Lehmann blieb Klein Loitz bis 1869 im Besitz der Witwe Pauline Kemnitz geb. Paschke. Sie verkaufte Klein Loitz 1870 an einen N. N. Schmidt, der das Gut 1871 weiter an einen NN Burchardt verkaufte.

### Hermann Killisch von Horn wird Besitzer von Klein Loitz
1872 kaufte Hermann Killisch von Horn das Gut Klein Loitz. Er war auch Besitzer der Rittergüter Tschernitz, Reuthen, Horlitza, Dubraucke und Wadelsdorf. 1852 war Hermann Killisch von dem pommerischen Leutnant a. D. Friedrich Otto Leopold von Horn (19. Juli 1794 bis 1. Oktober 1854) adoptiert worden. Eine Erhebung in den Adelsstand war damit nicht verbunden. Im selben Jahr heiratete er die Kaufmannstochter Marie Antonie Weigel aus Magdeburg. In den Jahren darauf versuchte er (unberechtigterweise) den Namen Killisch von Horn oder auch von Killisch-Horn in Umlauf zu bringen. Erst 1880 wurde ihm von Herzog Ernst II. von Sachsen-Coburg und Gotha die Genehmigung zur Führung des Familiennamens von Horn erteilt. Dies galt jedoch nicht für Preußen, wo seine Anträge zur Führung des Familiennamens von Horn abgelehnt wurden. Hermann Killisch von Horn und Marie Antonie Weigel hatten mindestens sieben Kinder. Am 23. November 1886 ist Hermann Killisch-Horn in Berlin gestorben. Seine Witwe verkaufte Klein Loitz 1888 an einen von NN. Westernhagen. Dieser reichte das Gut 1888 weiter an Hans Georg (Georg Hans) von Glisczinski (1854–1917). Nach Rudolf Lehmen soll Klein Loitz noch einem NN. Räbiger und einem NN. von Lüdecke, die jedoch bei Houwald nicht aufgeführt sind.

### Klein Loitz im Besitz der von Glisczinski
Hans Georg von Glisczinski (1854–1923) hatte 1884 Bertha Johanna Anna Ella Wilkins (1864–1923), Tochter des Carl Rudolph Robert Wilkins und seiner Frau Ernestine Wilhelmine Helene geb. Kielemann aus Hornow geheiratet. 1888 kaufte er das Rittergut Klein Loitz. 1917 ist er in Klein Loitz gestorben.
Erbe von Klein Loitz war der Sohn Hans (1885–1917), der seit 1914 mit Ilse, geb. von Dobschütz a. d. H. Döbern, geboren 1895 in Crossen an der Oder, verheiratet war. Ilse war die Tochter des Offiziers Wilhelm von Dobschütz und seiner zweiten Ehefrau Else Lorenz. Ilse und Hans von Glisczinski hatten drei Kinder, Tochter Brigitte, 1924 geboren, und zwei Söhne, Hans Hubertus, und Hans Joachim als ältestes Kind. 1908 wurde die Freiwillige Feuerwehr in Klein Loitz gegründet. Der Gutsherr bezahlte damals die erste Handdruckspritze. Der erste Ortswehrführer war der damalige Gutsinspektor August Eickmann. Nach dem Adressbuch von Stadt und Kreis Spremberg von 1913 hatte Hans Georg von Glisczinski den Inspektor N.N. Wiswede zur Verwaltung angestellt. Karl Dahms betreute als Förster die Waldungen des Gutes.
Nach dem frühen Tod von Hans von Glisczinski übernahm seine Frau das Gut Klein Loitz. Nach Houwald verwaltete 1926 der jüngere Bruder des Hans Georg, Leutnant a. D. Otto von Glisczinski, geboren 1897 in Klein Loitz, das Gut. Niekammer's Landwirtschaftliches Adreßbuch der Rittergüter, Güter und Höfe der Provinz Brandenburg nennt für 1929 Ilse von Glisczinski und Kinder als Besitzerin, respektive Eigentümerin. Pächter des Guts war Alfred Drescher aus Halle (Saale). Verwalter war Felix Jurskowiak, Administrator Albert Beck. Auf dem Gut war auch der Förster Richard Gundlach angestellt. Die Gesamtgröße ist mit 457 ha angegeben, davon waren 108 ha Acker, 12 ha Wiesen, 3 ha Weiden, 350 ha Wald und 4 ha Unland. Der Tierbestand betrug: 13 Pferde, 45 Stück Rindvieh, davon 23 Kühe, 38 Schafe und 46 Schweine.
1932 ist Ilse von Glisczinski im Adressbuch Spremberg als Rittergutsbesitzerin aufgeführt, wohnte dort aber allein ohne ihre Kinder. Anscheinend hatte sie das Gut wieder selber in Bewirtschaftung; es ist jedenfalls kein Pöchter aufgeführt. Wilhelm Koch war damals Inspektor auf dem Gut, Richard Gundlach war als Förster für die Waldungen zuständig.
1945 wurde das Gut enteignet. Ilse von Glisczinski blieb in Klein Loitz und ist erst im Sommer 1957 in Cottbus gestorben. In Klein Loitz bildete sich die LPG (T) „Friedenstaube“ Klein Loitz.

### Bevölkerungsentwicklung
| Jahr      | 1755 | 1818 | 1846 | 1867 | 1875 | 1890 | 1900 | 1910 | 1925 | 1939 | 1946 | 1950 | 1964 | 1971 | 1981 | 1991 | 2001 | 2018 | 2020 |
| Einwohner | 159  | 189* | 245  | 230  | 239  | 217  | 247  | 259  | 245  | 248  | 270  | 307  | 278  | 285  | 260  | 279  | 488  | 350  | 340  |

- Dorf: 168, Vorwerk: 13, Wassermühle: 4, Wasserschneidemühle: 4

### Kommunale Geschichte
Klein Loitz liegt in der Niederlausitz, die 1635 zum größeren Teil als böhmisches Lehen an Kursachsen kam. Der Ort gehörte in der frühen Neuzeit zum Sprembergischen Kreis der sächsischen Niederlausitz.
Nach den Vereinbarungen des Wiener Kongresses kam das vormals sächsische Klein Loitz als Teil der Niederlausitz 1815 an das Königreich Preußen. Dort lag der Ort im Landkreis Spremberg im Regierungsbezirk Frankfurt. Mitte des 19. Jahrhunderts gab es den Gemeinde- und den Gutsbezirk Klein Loitz. Der Gemeindebezirk umfasste 1869 840 Morgen, der Gutsbezirk 1791 Morgen. Mit der Bildung der Amtsbezirke 1874 in der damaligen Provinz Brandenburg kamen Gemeinde- und Gutsbezirk Klein Loitz zum Amtsbezirk 2 Hornow. Amtsvorsteher war Rittergutsbesitzer Carl Rudolph Robert Wilkins in Hornow. Erst 1928 wurden Gemeinde- und Gutsbezirk zur Landgemeinde Klein Loitz vereinigt.
Am 25. Juli 1952 wurde die Gemeinde dem neu gebildeten Kreis Spremberg im Bezirk Cottbus zugeteilt, lag nach der Wende im Landkreis Spremberg in Brandenburg und war ab dem 31. Juli 1992 Teil des Amtes Döbern-Land. Nach der brandenburgischen Kreisreform am 6. Dezember 1993 kam Klein Loitz schließlich zum neu gebildeten Landkreis Spree-Neiße. Zum 31. Dezember 2001 wurde Klein Loitz zusammen mit den bis dahin ebenfalls eigenständigen Gemeinden Bloischdorf, Bohsdorf und Friedrichshain zu der neuen Gemeinde Felixsee zusammengelegt. Seither ist Klein Loitz ein Ortsteil von Felixsee. Im Ort wird ein Ortschaftsrat bestehend aus drei Mitgliedern gewählt.

### Kirchliche Geschichte
Klein Loitz hat keine Kirche und war 1718, 1820 und 1930 eingepfarrt nach Groß Luja. Klein Loitz gehört heute (2019) zur Evangelischen Kirchengemeinde Hornow im Kirchenkreis Senftenberg-Spremberg in der Evangelischen Kirche Berlin-Brandenburg-Schlesische Oberlausitz.

## Mühlen
Schon um 1800 gab es auf der Gemarkung Klein Loitz drei Mühlen, zwei Wassermühlen und eine Windmühle. Die hier so genannte obere Wassermühle war eine Schneidemühle.

### Die Wasserschneidemühle
Die Schneidemühle lag etwa 1,3 km südlich des Ortskerns an der Tranitz (Lage:). Sie ist schon in der Topographisch-statistische(n) Uebersicht des Regierungsbezirks Frankfurth a. d. O. von 1820 als Schneidemühle bezeichnet.  Sie bestand aus der Schneidemühle und einem Wohnhaus. 1818 hatte sie 4 Einwohner. In der Topographischen Karte 1:25.000 Nr. 4453 Weißwasser von 1901 wird sie nun Sägemühle genannt. Auf der Topographischen Karte 1:25.000 von 1922 ist sie noch vorhanden, auf der Ausgabe von 1945 fehlt sie dann.

### Die Wassermahlmühle
Die zweite Wassermühle lag ebenfalls an der Tranitz knapp 500 Meter vom westlichen Ortsausgang entfernt (Lage: ). Nach der Topographisch-statistische(n) Uebersicht des Regierungsbezirks Frankfurth a. d. O. von 1820 bestand sie aus einem Wohnhaus und hatte vier Einwohner. 1854/60 wurden die Reallasten des Müllers Kubsch abgelöst. Sie wird bereits in der Beschreibung des Ortes von 1867 nicht mehr erwähnt.

### Die Windmühle
Die Windmühle lag nordöstlich des Ortskerns (Lage:). 1820 war sie unbewohnt. 1845/47 erhielten die beiden Mahlmüller Kubsch und Kuschel eine Entschädigung für den Wegfall des Mahlzwanges. Sie wird bereits in der Beschreibung des Ortes von 1867 nicht mehr erwähnt.

## Gemeindevorsteher
- 1908 Kallasch[33]
- 1913 Kallasch[34]
- 1929 Paul Jakob, Landwirt[35]
- 1932 Paul Jakob, Landwirt[36]

## Das Verschwinden der sorbischen Sprache
Bis 1861 wurde in der Dorfschule in Klein Loitz in sorbischer Sprache unterrichtet, danach wurde der Unterricht auf die deutsche Sprache umgestellt. 1879 waren laut Arnošt Muka vom ca. 300 Einwohnern 12 Deutsche (unter ihnen der Lehrer) und der Rest Sorben. Zwar verstanden alle Kinder des Ortes die sorbische Sprache, redeten untereinander aber sowohl Deutsch als auch Sorbisch. 1884 hatte Klein Loitz 229 Einwohner, von denen 217 Sorben waren. Ernst Tschernik zählte im Jahr 1956 nur noch einen sorbischsprachigen Einwohner.

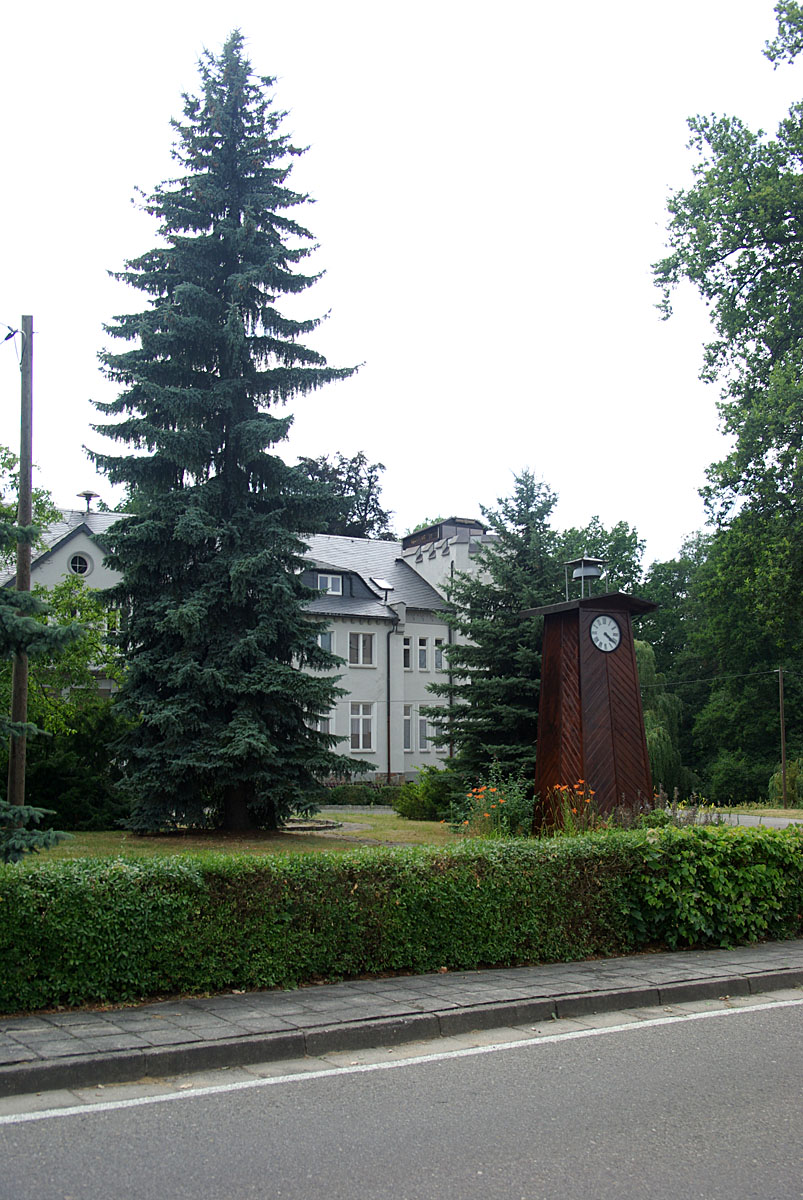
Dorfuhr vor dem Herrenhaus

## Denkmale und Sehenswürdigkeiten
Die Denkmalliste des Landes Brandenburg für den Landkreis Spree-Neiße listet ein Bodendenkmal und zwei Baudenkmale.

### Bodendenkmal
- Nr. 120452 Flur 1,2: Turmhügel deutsches Mittelalter, Dorfkern der Neuzeit, Schloss der Neuzeit

### Baudenkmale
- Nr. 09125435 Dorfstraße 8: Gehöft mit Wohnhaus und zwei Stallspeichern
- Nr. 09125303 Friedrichshainer Weg 50: Wohnhaus

### Romy Schneider-Museum im alten Herrenhaus
Das Herrenhaus Klein Loitz wurde Ende des 17. Jahrhunderts errichtet und in der folgenden Zeit immer mehr erweitert. Vor dem Herrenhaus befindet sich ein Park mit der alten Dorfuhr. Seit Jahren befindet sich das Romy-Schneider-Museum im alten Gutshaus.

### Naturdenkmale
Die Liste der Naturdenkmale enthält einen Einzelbaum und einen Findling.
- Nr. 9 Wildbirne, OT Klein Loitz. 150 m südlich der K 7107 (Lage: )
- Nr. 10. Findling „Finkenstein“, Rönne-Granit, 200 m östl. des Radweges Reuthen-Bohsdorf, auf der Gemarkung Klein Loitz (Lage: )

## Naturschutz
Im östlichen Teil der Gemarkung reicht das Naturschutzgebiet Reuthener Moor noch zu einem kleinen Teil auf die Gemarkung. Der weitaus größere Teil liegt auf der Gemarkung von Reuthen sowie zu einem kleinen Teil auch auf der Gemarkung von Friedrichshain.